# Берсуат (Акмолинская область)
Берсуат (каз. Бірсуат, до 2007 г. — Раздольное) — село в Аршалынском районе Акмолинской области Казахстана. Административный центр Берсуатского сельского округа. Код КАТО — 113437100.

## География
Село расположено в южной части района, на расстоянии примерно 19 километров (по прямой) к югу от административного центра района — посёлка Аршалы.
Абсолютная высота — 437 метров над уровнем моря.
Климат холодно-умеренный, с хорошей влажностью. Среднегодовая температура воздуха отрицательная и составляет около -4,1°С. Среднемесячная температура воздуха в июле достигает +20,1°С. Среднемесячная температура января составляет около -13,8°С. Среднегодовое количество осадков составляет около 420 мм. Основная часть осадков выпадает в период с июня по июль.
Ближайшие населённые пункты: село Байдала — на юге, село Актасты — на северо-востоке.

## Население
В 1989 году население села составляло 1006 человек (из них русские — 35%, казахи — 26%).

В 1999 году население села составляло 778 человек (382 мужчины и 396 женщин). По данным переписи 2009 года, в селе проживало 717 человек (355 мужчин и 362 женщины).
| Численность населения | Численность населения | Численность населения |
| 1989                  | 1999                  | 2009                  |
| --------------------- | --------------------- | --------------------- |
| 1006                  | ↘778                  | ↘717                  |

## Улицы[7]
- ул. Бейбитшилик
- ул. Береке
- ул. Достык
- ул. Енбек
- ул. Женис
- ул. Резникова
- ул. Республики
- ул. Сарыарка